# ХФК Цибалия
Хърватски футболен клуб Цибалия (на хърватски: Hrvatski nogometni klub Cibalia) е хърватски футболен отбор от град Винковци.

## История
Клубът е основан през 1925 г. Името „Цибалия“ произлиза от римското име на град Винковци – Colonia Aurelia Cibalae. През 1947 г. отбора е обединен с работнически спортен клуб „Слога“. През петдесетте години „Слога“ се обединява с „Граничар“ в нов футболен отбор, наречен „Динамо (Винковци)“. През 1968 г. отбора изпада във втора дивизия на Хърватия, за да се върне отново в елитния футбол през 1982 г. През 1990 г. след четиридесет и три години отбора отново възвръща името „Цибалия“. Отборът от град Винковци печели титлата на маршал Тито през 1947 г. Най-големият успех за отбора е, че играе финал за Купата на Хърватия през 1999 г. Вследствие на отличното си представяне в елитната футболна дивизия на Хърватия, Цибалия получава право да играе през сезон 1999/2000 г. в турнира Интертото. В този турнир жребият отсъжда на Цибалия да се срещне със сръбския Обилич, който хърватите отстраняват с резултати 3:1 и 1:1 в мача реванш. В следващия кръг, обаче отборът на Цибалия е елиминиран от унгарския Ломбард (Татбаня). В същия турнир Цибалия записва полуфинал през 2003 г., където среща силния немски противиник Волфсбург, от когото пада и в двата мача.